# Приватност на интернету
Приватност на интернету укључује право на личне информације у вези са чувањем, употребом, обезбеђењем од трећих лица и приказивање личних информација преко интернета. Заштита може да подразумева и личне идентификационе информације (ЛИИ) или не-ЛИИ информације које се односе на посетиоца одређене веб странице. ЛИИ се односи на све информације које се могу користити за идентификацију појединца. На пример, само помоћу година старости и физичке адресе појединца се може одредити ко је појединац без експлицитног откривања његовог имена, јер су ова два фактора често довољна да се одређено лице идентификује.
Интернет приватност представља огранак компјутерске приватности. Велики број експерата из области безбедности и приватности верују да приватност не постоји; „Приватност је мртва – преболите то“ према мишљењу Стива Рамбама, приватног детектива у области интернет приватности.

## Нивои приватности
Људи чија је забринутост за интернет приватност умерена не би требало да теже потпуној анонимности. Интернет корисници могу да заштите своју приватност преко контролисаног откривања личних информација. Откривање ИП адресе, не због личног идентификовања и сличних информација, може да постане прихватљиво у замену за практичност.
Са друге стране, неки људи желе више да заштите своју приватност. У том случају, они могу да покушају да постигну интернет анонимност да би се обезбедила приватност – коришћење интернета без давања могућности трећем лицу да се повеже са интернет активностима за личну идентификацију (ЛИИ) интернет корисника.
Постоји много начина за заштиту појединаца и њихових финансија на интернету, посебно ако се ради о управљању инвестицијама. Прво, да се осигура безбедност, комуницирање са брокером лично или преко телефона, да се зна идентитет особе која је одговорна за новац појединца. Друго, постављати питања. Треће, да се заштите све личне информације. Да се суздрже од давања имена и презимена, адресе, или било које друге личне информације која може да се искористи за приступ финансијама. Информације се могу дати само ако се утврди да су компанија и лице легитимни.
Постоје многе владине групе које штите нашу приватност и безбедност на интернету. Федерална комисија за трговину (ФКТ) наглашава да је заштита појединца који користе интернет веома значајна. Обратите пажњу на корпу и имејлове добијене са интернета. Хакери лако могу да дођу до оваквих е-порука. Постављајте тешке лозинке, да не би свако могао лако да дође до информација. Пре него што дате личне информације, потврдите легитимност друге стране. Центар за жалбе за интернет криминал (енгл. Internet Crime Complaint Center - IC3) сарађује са Федералним бироом за истраге (ФБИ) да би помогли и добили кривичне жалбе у вези са интернетом. Стејт Департмент САД има мисију да смањи криминал на интернету на међународном нивоу. Објављивање постова на интернету може бити штетно за појединце. Информације објављене на интернету су трајне. Ту спадају коментари написани на блоговима, сликама и интернет странама као што су Фејсбук и Твитер. Све то је сакупљено у сајбер простору (енгл. cyberspace) и када се једном објаве, те инфорације могу сви да пронађу и прочитају. Такође, те информације могу бити штетне по људе који касније буду аплицирали за посао.

## Ризици интернет приватности
У данашње времену напредне технологије, милиони људи су предмет приватних претњи. Компаније нису ангажоване само да посматрају шта посећујете на интернету, већ да инфилтрирају информације и шаљу рекламе засноване на вашој историји претраживања. Људи праве налоге на Фејсбуку, уносе информације са кредитних картица на разним веб страницама.
Они забринути за интернет приватност често цитирају број приватних ризика – догађаји који могу да компромитују приватност – који се могу срести кроз коришћење интернета. Ове компромитујуће методе варирају од скупљања статистике корисника, до више злонамерних чинова као што су ширење шпијунских програма и разних врста багова (софтверских грешака).
Заштитне мере су доступне на неколико социјалних мрежа да би покушали да корисницима пруже заштиту њихових личних информација. На Фејсбуку, на пример, подешавања приватности су доступна сваком регистрованом кориснику. Подешавања приватности на Фејсбуку укључују могућност да блокирате одређене особе да виде ваш профил, могућност да изаберете своје пријатеље, и могућност да ограничите приступ вашим фотографијама и видео-клиповима. Подешавања приватности су такође доступна и на другим социјалним мрежама, као што су Гугл Плус, Твитер. Корисник има повластице да користи таква подешавања када оставља личне информације на интернету.
Крајем 2007. године Фејсбук је лансирао програм Бикон (енгл. Beacon) којим су изнајмљени кориснички подаци постали доступни пријатељима. Многи људи су били разјарени овим кршењем приватности.

### HTTP колачићи
HTTP колачићи су подаци сачувани на рачунару корисника који припомажу аутоматском приступу веб страницама или веб карактеристикама, или другим облицима информација које су тражене на комплексним веб страницама. Могу се користити и за праћење корисника чувањем специјалне употребе историјских података у колачић. Колачићи су заједничка брига у области приватности. Као резултат тога, неки колачићи су класификовани као пратећи колачићи. Иако веб програмери обично колачиће користе у легитимне техничке сврхе, случајеви злоупотребе се дешавају. У 2009. години два истраживача су приметила да профили на социјалним мрежама могу да се повежу са колачићима, допуштајући профилу социјалне мреже да буде повезан са претраживачким навикама.
Генерално, систем не чини корисника свесног о чувању колачића. Иако се неки корисници буне због тога, оно се не односи на интернет приватност. Међутим, утиче на компјутерску приватност, поготово на компјутерску форензику. У последњих неколико година корисници су постали свесни штетних ефеката интернет колачића: скорашња студија случаја је показала да је 58% корисника обрисало колачиће са свог компјутера барем једном, а 38% чини то сваког месеца. Колачићи за рекламе представљају главни начин лоцирања потенцијалних купаца.
Програмери који су створили колачиће су имали намеру да само веб страна дистрибуира колачиће до корисника како би они могли да их врате, тако да би податке које враћају веб страна поседовала. Међутим, у пракси програмери могу да заобиђу ову забрану. Могуће последице укључују:
- постављање лично-идентификационог тага у претраживач да олакша веб профилирање
- коришћење техника за крађу информација из корисничких колачића.

Колачићи имају олакшице за које многи људи не знају. Једна од њих је да ако неки сајт, који захтева шифру, често посећујете, уз помоћ колачића не морате сваки пута да је уносите. Колачић може и да прати ваше приоритете да би вам показао веб странице које би вас можда интересовале. Колачићи омогућавају да се више веб страна користи бесплатно без било које врсте плаћања. Неке од ових бенефиција се сматрају и као негативне. На пример, један од уобичајених начина крађе је када хакери узму ваше корисничко име и шифру које колачић чува. Иако је доста страница бесплатно, они остварују профит продајући места за рекламе. Ове рекламе, које су персонализоване са вашим интересима, могу често да замрзну ваш рачунар или изазову проблеме. Колачићи су углавном безопасни осим колачића треће стране (енгл. third-party cookie). Ови колачићи нису направљени од стране веб странице, већ од стране оглашивача путем банера. Такви колачићи су опасни јер узимају исте информације као и обични колачићи, као што су претраживачке навике и често посећене веб странице, да би те информације дали другим компанијама.

### Флеш колачићи
Флеш колачићи (енгл. Flash cookies) раде на исти начин као и нормални колачићи и користе се од стране Адоб флеш плејера (енгл. Adobe Flash Player) да чувају информације на рачунару корисника. Они показују сличан ризик приватности као и обични колачићи, али није их лако блокирати, јер опција искључивања колачића у претраживачима не утиче на флеш колачиће. Један од начина да се виде и контролишу је уз помоћ екстензија претраживача или додатака.

### Трајни колачићи
Трајни колачићи (енгл. Evercookies) су апликације базиране на Јаваскрипт-у, које производе колачиће у претраживачу који су отпорни на брисање тако што редундантно копирају сами себе у различитим формама на рачунару корисника (на пример: Flash Local Share Object, разни HTML5 механизми чувања података итд.), и васкрсавају копије које недостају или су истекле. Трајни колачићи постижу ово чувајући податке у неколико врста механизама чувања података који су слободни у локалном претраживачу.

### Фотографије на интернету
Данас велики број људи има дигиталне камере и своје фотографије поставља на интернет. Међутим, неке од фотографисаних особа можда не желе да се њихов лик појави на интернету.
Постоје организације које покушавају да скрену пажњу на проблеме везане за приватност. На пример, 2005. године на конференцији Викиманија захтевано је да фотографи имају унапред добијену сагласност људи да би их фотографисали. Неки од присутних су носили обележје „Без фотографија“ указујући на тај начин да не желе да буду фотографисани.
Харвардов преглед закона (енгл. Harvard Law Review) је објавио кратак чланак под називом „У лице опасности: Познавање закона о приватности“ у коме је појашњено како „закон о приватности, у овом облику, није од помоћи људима који су без њихове сагласности означени на фотографијама“. Било која особа може бити против своје воље означена (тагована) на фотографији и приказана на начин који јој можда може шкодити на неком личном плану, а временом Фејсбук може преузети фотографију тако да велики број људи сада има шансу да ту фотографију види, подели са неким или проследи. Даље, традиционални кривични закон не штити људе који су обухваћени фотографијом направљеном у јавности јер ово не спада у угрожавање приватности. Обимна Фејсбук политика о приватности обухвата ове проблеме и још много тога. На пример, ова политика подразумева да компанија задржава право обелодањивања корисничких информација или њихово дељење са другим компанијама, адвокатима, судовима, државним службама итд. уколико се сматра да је то неопходно. Ова политика такође информише корисника да су профилне фотографије ту углавном да би помогле пријатељима да се међусобно повежу. Међутим, ове, као и остале слике, могу омогућити другим људима да угрозе нечију приватност пласирајући информације које могу бити искоришћене за праћење као и проналажење неке особе. У чланку објављеном у „АБЦ вестима“ (енгл. ABC news), тврди се да су два тима научника открила да Холивудске звезде могу врло лако открити информације о свом пребивалишту путем фотографија објављених на интернету. Штавише, откривено је да слике направљене путем телефона или таблета, укључујући и ајфон (енгл. iPhone) аутоматски прилажу географску ширину и дужину фотографије путем метаподатака, осим ако та функција није ручно онемогућена.
Према новим истраживањима, технологија препознавања лица може бити искоришћена за приступ личним подацима особе. Истраживачи Карниги Мелон Уиверзитета (енгл. Carnegie Mellon University) су комбиновали скениране слике и профиле на социјалним мрежама како би идентификовали особе које нису на мрежи. Добијени подаци чак садрже број социјалног осигурања корисника. Стручњаци упозоравају на ризике са којима се суочава приватност а који су повећани спајањем наших онлајн и офлајн идентитета. Истраживачи су такође развили апликацију за мобилне телефоне под називом „Измењена реалност“ која може приказати личне податке особе путем слике особе направљене помоћу паметних телефона. Од када су ове технологије постале широко доступне, наш идентитет је постао изложен свима који поседују паметне телефоне и интернет конекцију. Истраживачи верују да би нас то могло натерати да преиспитамо наше будуће ставове у вези са приватношћу.

### Претраживачи
Претраживачи имају могућност да прате претраге корисника. Личне информације могу бити откривене путем претраживања помоћу ставки које се траже, помоћу времена претраге као и много тога другог. Претраживачи тврде да је потребно задржати такве информације у циљу пружања што боље услуге, безбедносних притисака као и заштите од превара. Претраживачи узимају све своје кориснике и сваком од њих додељују одређени идентификациони број. Контролом базе података често се води евиденција о томе где је корисник одлазио на интернету. АОЛ систем (енгл. AOL's system) је један од примера. АОЛ има базу података која садржи 21 милион чланова и сваком од њих је додељен идентификациони број. Начин на који је АОЛ претрага подешена дозвољава АОЛ-у да води евиденцију о свим сајтовима које посећују чланови. Иако прави идентитет корисника није познат, цео профил члана може бити сачињен само на основу информација које су ускладиштене путем АОЛ претраживача. Водећи евиденцију о томе шта су све људи тражили путем АОЛ претраге, можемо сазнати много о некоме не знајући чак ни име те особе.
Претраживачи могу такође задржати до деведесет дана податке као што су локација и време проведено у претрази. Већина података задржана од стране оператера претраживача користи се због добијања информације као што је „у којим то областима треба испунити потребу корисника?“. Људи који раде у правној области такође могу да користе информације прикупљене из ових веб претраживача. Гугл (енгл. Google) претраживач је пример претраживача који задржава све унете информације у периоду од три четвртине године пре него што те информације постану застареле за јавну употребу. Јаху (енгл. Yahoo!) следи Гугл у смислу да и он брише информације након периода од деведесет дана. Еск (енгл. Ask) претраживач поседује алат „Еск брисач“ (енгл. AskEraser) који у суштини на захтев уклања личне информације.

### Улазни подаци
Многи програми и оперативни системи су подешени за логовање. Ово може укључивати снимање времена употребе рачунара или праћење веб-сајтова који су посећени за то време. Ако треће лице има приступ рачунару, легитимно или не, може бити угрожена приватност корисника. Ово би се могло избећи онемогућавањем логовања или редовним чишћењем форме за логовање. Улазни подаци се најчешће користи у научним експериментима и системима за праћење где постоји потреба да се прикупе информације брже него што то може да уради човек као и у случајевима где је тачност од суштинског значаја. Примери таквих информационих система за логовање су системи који сакупљају информације о температури, звучним фреквенцијама, вибрацијама, времену, интензитету светлости, струји, притиску и осталим битним променама.

### Приватност на социјалним мрежама
Пре експанзије друштвених мрежа у протеклој деценији, постојали су старији облици технологија друштвених мрежа које су укључивале игрице за више играча на мрежи, блогове, групе за вести, мејлинг листе као и услуге спајања људи. Све ово створило је окосницу нових модерних сајтова а приватност је од самог почетка била угрожена.
Спокео (енгл. Spokeo)– Спокео је претраживач за повезивање људи који користи податке скупљене агрегацијом. Сајт садржи информације као што су старост, статус везе, имућност, информације о ближим члановима породице као и адресе људи. Ове информације су сакупљене помоћу података који већ постоје на интернету или другим јавним евиденцијама, али сајт не гарантује за тачност података.
Случај Твитера (енгл. Twitter) – Јануара 2011. влада је уручила друштвеној мрежи Твитер судски налог за откривање информација о појединим корисницима који су били умешани у случајеве Викиликса (енгл. WikiLeaks). Исход овог случаја је за преиспитивање јер је у питању кршење корисникових права из Првог амандмана. Твитер је реаговао опозивањем судског налога, залажући се за идеју да би корисници интернета требало да буду обавештени и да им се пружи шанса да одбране своја уставна права пред судом пре компромитовања истих.
Студија: Пријатељи на Фејсбуку – На Северноисточњачком универзитету (енгл. Northeastern University) спроведена је студија од стране Алана Мислова (енгл. Alan Mislove) и његових колега са Макс Планк института за софтверске системе (енгл. Max Planck Institute for Software Systems), у којој је направљен алгоритам чија је сврха била покушај проналажења личних карактеристика корисника Фејсбука на основу листе његових пријатеља. Тражили су информације попут похађане средње школе и факултета, главног предмета на студијама (смера), родног града, године дипломирања и чак и информације о студентском дому у ком су можда живели. Студија је показала да се само 5% људи сетило да заштити листу пријатеља. Што се тиче осталих корисника, 58% је објавило који су универзитет похађали, 42% је приказивало радно место, 35% интересовања и 19% је омогућило јавни приступ информацији о свом пребивалишту. Узајамном повезаношћу информације о пријатељима на Фејсбуку и похађаног универзитета било је једноставно анализирати корисника Фејсбука на основу његове листе пријатеља. Чињеница је да је ово све веома корисно маркетингу за таргетирање својих јавности, али је такође и велика опасност по приватност свих корисника Фејсбука.

### Интернет провајдери
Корисници интернета приступају интернету преко интернет провајдера (енгл. Internet Service Provider - ISP). Сви подаци размењени међу корисницима морају проћи кроз интернет провајдер. Стога, он има могућност да надгледа активности корисника на интернету.
Међутим, интернет провајдери су углавном онемогућени да учествују у таквим активностима из законских, етичких, пословних или техничких разлога.
Пријављујући се за услугу интернета, сваки рачунар добија јединствени ИП, интернет протокол адресу (енгл. Internet Protocol address). Ова адреса сама неће одати приватне или личне податке, али слаба веза би могла да разоткрије информације са вашег интернет провајдера.
Генерална брига у вези са приватношћу интернет корисника је постала довољно велика брига за УН агенцију да је објавила извештај о опасностима крађе идентитета. 2007. године је Савет Европе одржао свој први годишњи Дан заштите података, 28-ог јануара који је од тада прерастао у годишњи Дан приватности података.

## Легалне опасности
Спектар технологије за проналажење и прикупљање информација о интернет корисницима које користи влада су тема многих дебата између адвоката, цивилних либералиста и оних који сматрају да су такве мере неопходне како би спровођење закона могло бити у кораку са брзоразвијајућом комуникационом технологијом.
Конкретни примери:
Пратећи одлуку ЕУ савета министара у Бриселу, јануара 2009, министарство унутрашњих послова Велике Британије (енгл. Home Office) је прихватио план да се полицији дозволи приступ садржају на рачунару појединца без судског налога. Процес под називом „даљинско претраживање“ је омогућавао једној страни да, са удаљене локације, прегледа туђи тврди диск и интернет саобраћај, укључујући имејл, историју претраживања и посећене странице. Полицији из ЕУ је сада дозвољено да затраже од британске полиције да спроведу даљинско претраживање уместо њих. Истраживање може бити одобрено и пронађен материјал предат и коришћен као доказ на основу сумње надређеног команданта који је сматрао да је овакав поступак био неопходан ради спречавања озбиљног преступа. Опозиција МП и цивилни либерали су забринути да се овакви поступци крећу у смеру ширења надзора и представљају претњу по личну приватност. Шами Чакрабарти (енгл. Shami Chakrabarti), директор групе бораца за људска права Слобода, каже: „Јавност ће желети да то буде под контролом новог законодавства и судске ауторизације. Без тих гаранција ово је разорни ударац по било који аспект личне приватности“.
ФБИ-ов софтверски програм Чаробни фењер (енгл. Magic Lantern) је био тема многих дебата када је изнесен у јавност 2001. године. Чаробни фењер је програм "тројанац" који памти корисникове откуцаје на тастатури чинећи шифровање беспотребним.

## Други потенцијални ризици по приватност на интернету
- Малвер (енгл. Malware) је скраћени термин за термин злокобан софтвер и користи се приликом описа софтвера који чини штету рачунару, серверу, или мрежи рачунара, било да је то преко вируса, тројанца, спајвера...[20]
- Спајвер (енгл. Spyware) је део софтвера који добија информације са корисниковог рачунара без његове сагласности.
- Веб буба (баг) је уграђена у веб страницу или имејл и углавном је невидљива посетиоцу странице или читаоцу имејла. Она омогућава проверавање да ли је особа посетила неку конкретну страницу или прочитала конкретну имејл поруку.
- Фишинг (енгл. Phishing) је кривично дело покушаја придобијања заштићених информација попут корисничког имена, лозинке, кредитне картице или информација из банке. Ово је процес интернет криминала у ком се неко преруши у лице од поверења у неком облику електронске комуникације.
- Фарминг (енгл. Pharming) је покушај хакера да преусмери саобраћај са легитимне веб странице на потпуно другачију интернет адресу. Фарминг се може извести променом фајла домаћина на компјутеру жртве или искоришћавањем слабости на ДНС серверу.